# Биела (Вишеград)
Биела (серб. Бијела / Bijela) — село в общине Вишеград Республики Сербской Боснии и Герцеговины. Население составляет 39 человек по переписи 2013 года.

## История
13 марта 1946 агенты спецслужб УДБА и ОЗНА в деревне Ундруля арестовали Драголюба Михаиловича, лидера четников, в ответ на что четники ответили рядом нападений на работников югославских органов в общине Вишеград. С целью устрашения югославские власти депортировали несколько сербских семей из общины: многие были вывезены в лагеря в общину Завидовичи и там расстреляны. В числе расстрелянных были и семьи из села Биела.